# Dougherty (Iowa)
Dougherty város az USA Iowa államában, Cerro Gordo megyében. Lakosainak száma 62 fő (2020. április 1.).

## Népesség
| 2010 | 58 |
| 2020 | 62 |

## Híres események
A város külterületén halt meg repülőgép-balesetben Buddy Holly, Ritchie Valens és The Big Bopper énekesek.